# Sandur (Färöer)
| Wappen               | Karte (ab 2005)   |
| -------------------- | ----------------- |
| noch kein Wappen     | Die Sands kommuna |
| Basisdaten           |                   |
| Fläche:              | 48 km²            |
| Einwohner (2007):    | 586               |
| Bevölkerungsdichte:  | 12 Ew./km²        |
| Markatal:            | 97                |
| Topographische Karte |                   |
| Umgebungskarte       |                   |

Sandur [ˈsantʊɹ] (dänisch: Sand = Sandstrand) ist ein Ort der Färöer im Westen Sandoys an der Südküste. Der Münzfund von Sandur aus dem 11. Jahrhundert weist auf eine alte Geschichte des Ortes hin.
- Einwohner: 599 (Stand: 31. Dezember 2004)
- Postleitzahl: FO-210
- Kommune: Sands kommuna
- Fußballverein: B71 Sandur

Die Kommune Sandur besteht aus diesem einen Ort. Sandur ist der einwohnerstärkste Ort der Sandinsel. Sandur liegt auf einer Halbinsel zwischen den Seen Gróthúsvatn im Nordwesten und Sandsvatn im Nordosten und den beiden gegenüberliegenden Buchten Grótvík und Sandsvágur im Süden.

## 1100-jährige Geschichte

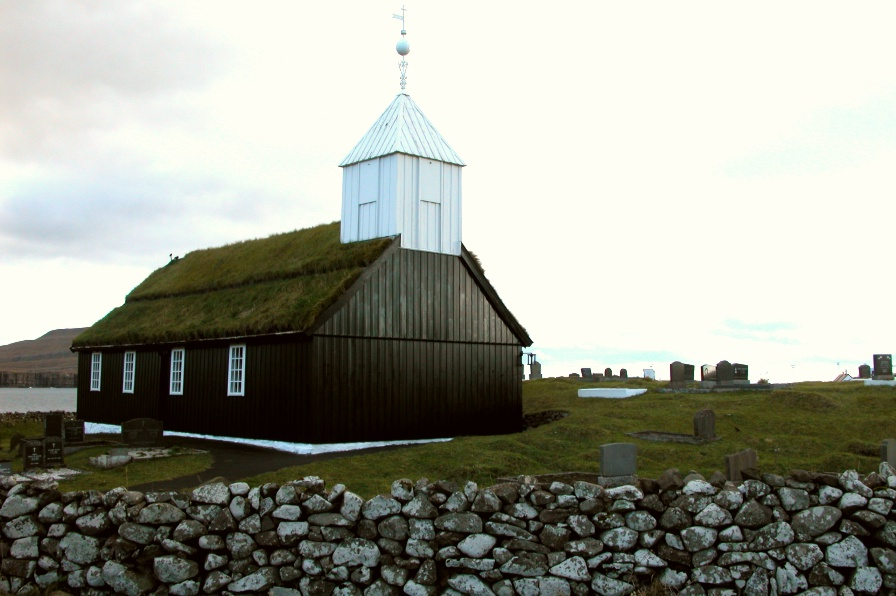
Die Kirche von Sandur steht auf historischem Grund und kann auf eine mindestens 1000-jährige Kirchengeschichte zurückblicken.

Sandur ist eine alte Thingstätte, wo jährlich das lokale Várting abgehalten wurde. Nach neuesten Ergebnissen der Archäologie (Sommer 2006) war der Ort bereits um 900 von Wikingern besiedelt.
Frühere Ausgrabungen haben an diesem Ort eine Stabkirche aus dem 11. Jahrhundert zutage gefördert. An derselben Stelle befindet sich heute der Sakralbau von 1839, eine typisch färöische Holzkirche mit Grasdach. 1988 wurde sie Opfer eines verheerenden Brandes, bei dem das ganze Kirchensilber schmolz. Es erwies sich als Brandstiftung. Doch im darauf folgenden Jahr wurde sie wiederhergestellt, pünktlich zum 150. Jubiläum.
1863 wurde beim Ausbau des Kirchhofs ein Silberschatz gefunden, der aus 98 Münzen aus dem 11. Jahrhundert bestand, die Hälfte davon deutscher Herkunft.
1989 haben Archäologen zudem einen heidnischen Begräbnisplatz aus der Wikingerzeit auf den Färöern entdeckt. Das Skelett der frühen Färingerin in dem 150 cm langen Grab war gut erhalten. Bei ihr wurden drei Bernsteinperlen, eine blaue Glasperle und ein Messer gefunden.

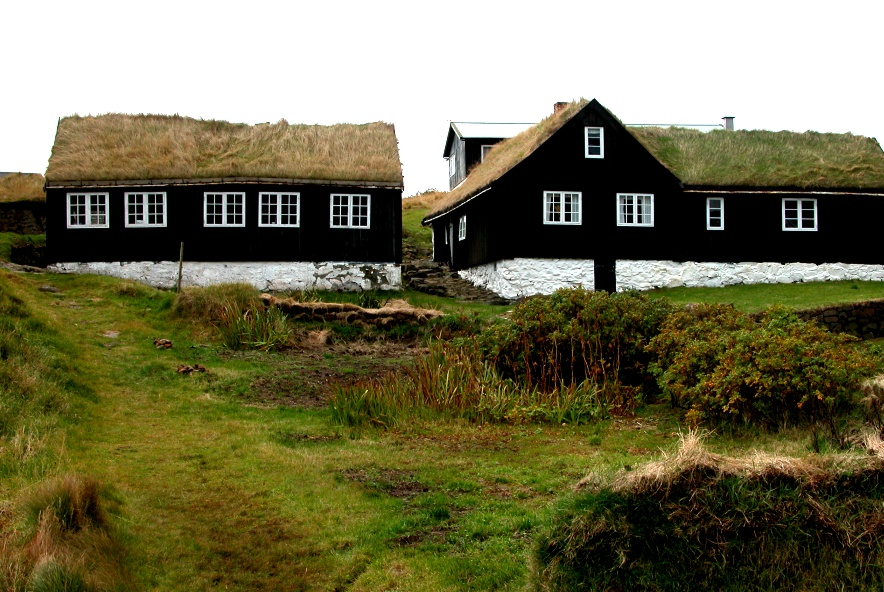
Sands Bygdasavn (Dorfmuseum von Sandur): Traditionelle Holzhäuser mit Grasdach

Im Freilichtmuseum des Dänischen Nationalmuseums bei Kopenhagen ist eine Wassermühle zu sehen, die ursprünglich im 18. Jahrhundert in Sandur errichtet wurde.
Sands Bygdasavn heißt das Dorfmuseum, wo Gegenstände aus dem Alltag der Vorfahren gezeigt werden. Es ist in den Sommermonaten geöffnet.
Inzwischen (2006) hat der Ort ein eigenes Kunstmuseum und dank eines örtlichen Mäzens bald auch eine eigene Bibliothek.

## Verkehr und Tourismus

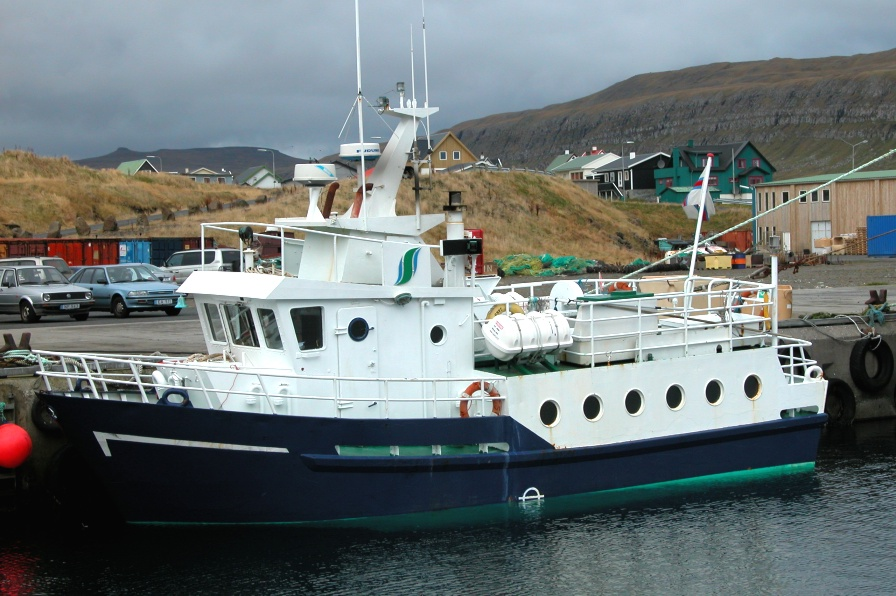
Hafenszene in Sandur. Die Fähre M/S Sildberin zur südlich vorgelagerten Insel Skúvoy.

Die Anreise von Tórshavn führt über den Fährhäfen Gamlarætt durch den Sandoyartunnilin bis zum südliche Tunnelportal in Traðardalur. Von dort in südlicher Richtung auf der Straße 12 am Sandsvatn entlang nach Sandur. Mit der Eröffnung des Sandoyartunnilin wurde die Buslinie Route 650 zwischen Sandur und Tórshavn aufgenommen.

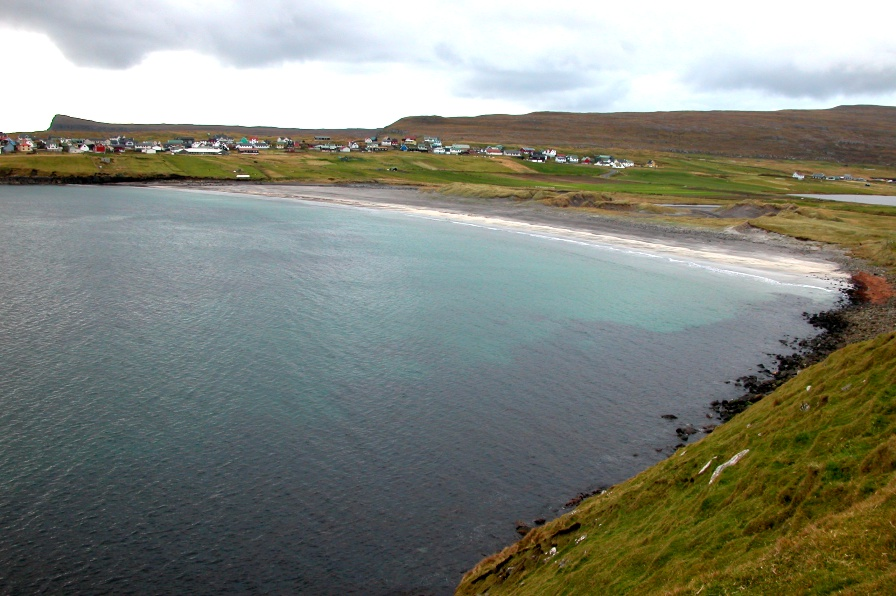
Die Bucht Sandsvágur mit dem Sandstrand, der dem Ort seinen Namen gab. Es ist der einzige färöische Strand mit Dünen und Strandhafer.

Der Campingplatz á Munkinum ist der einzige auf Sandoy. Daher ist Sandur für viele Besucher der bevorzugte Standort während eines Inselaufenthaltes. Hinzu kommen die Angelreviere des Sandsvatn und Gróthúsvatn.
Alle Orte der Insel können von Sandur aus mit dem Bus erreicht werden und eignen sich somit für Tagesausflüge. Durch die günstige Topographie der Insel sind die Wandertouren auch für normale Spaziergänger und Radfahrer geeignet. Besonders empfehlenswert sind die Abstecher an die Westküste nach Søltuvík, nach Skarvanes im Süden (dort etwas anspruchsvollere Wandermöglichkeiten) und Húsavík an der Ostküste.
Von Sandur aus verkehrt die kleine Personenfähre M/S Sildberin zur südlich vorgelagerten Insel Skúvoy. Eine besondere Attraktion ist die Tour im färöischen Ruderboot Hvíthamar von Sandur aus zu den Vogelbergen an der Westküste oder nach Skúvoy. Der Bootsbauer Jóan Petur Clementsen rudert selber.

## Persönlichkeiten
- Demmus Hentze (1923–2016), Jurist und Politiker